# Park Narodowy Katavi
Park Narodowy Katavi – park narodowy położony w zachodniej Tanzanii. Został założony w 1974 roku. Powierzchnia 4471 km². Obejmuje lasy miombo, rzekę Katuma oraz sezonowe jeziora zalewowe: Katavi i Chada. Występują tu m.in.: słonie, krokodyle, hipopotamy, antylopy, lwy, lamparty, zebry, bawoły oraz ponad 400 gatunków ptaków.

## Galeria

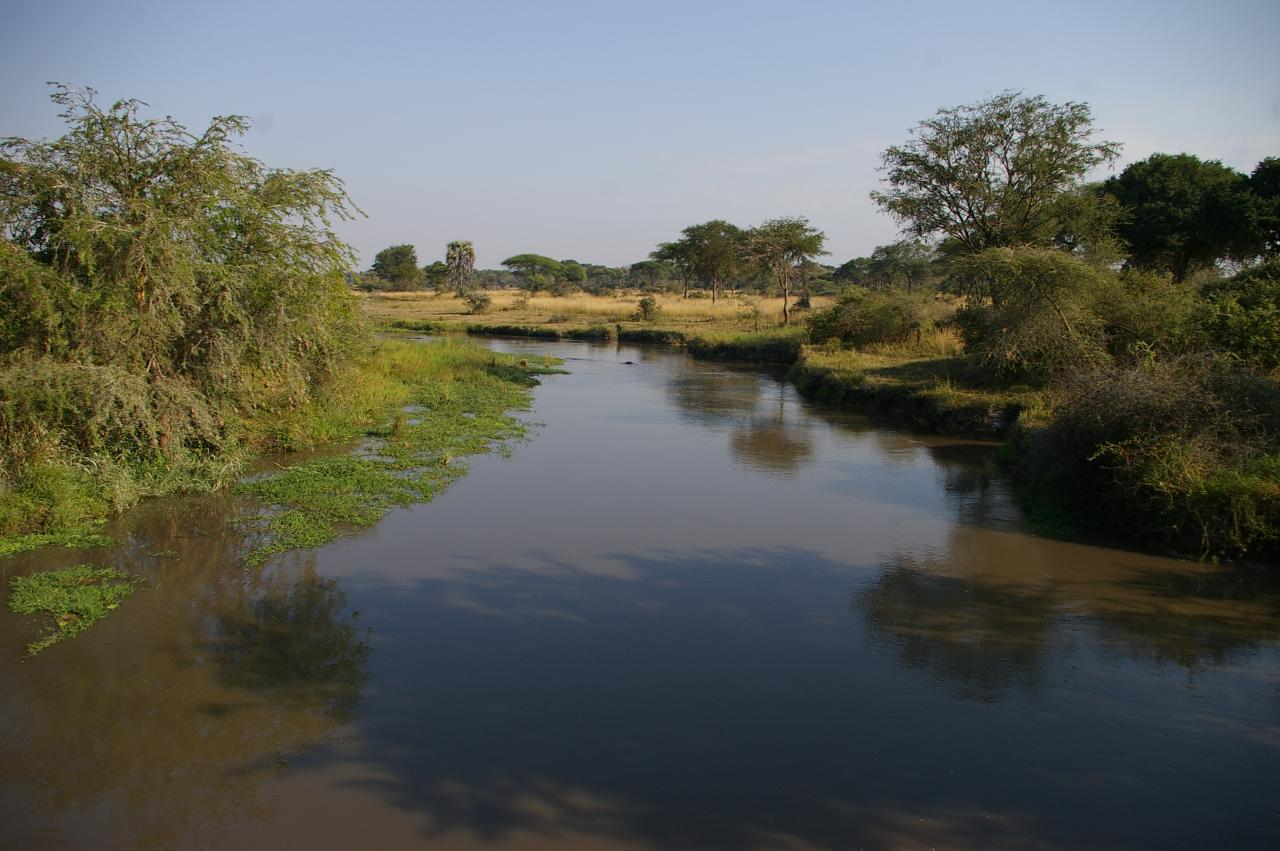
Rzeka Katuma
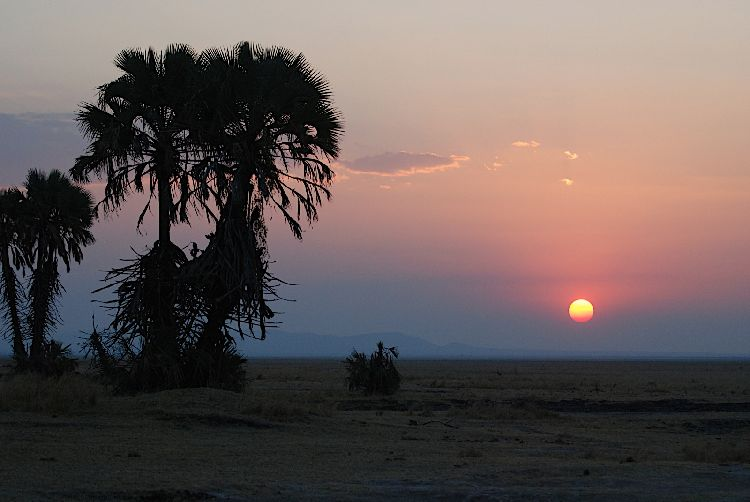
Zachód słońca w Parku Narodowym Katavi
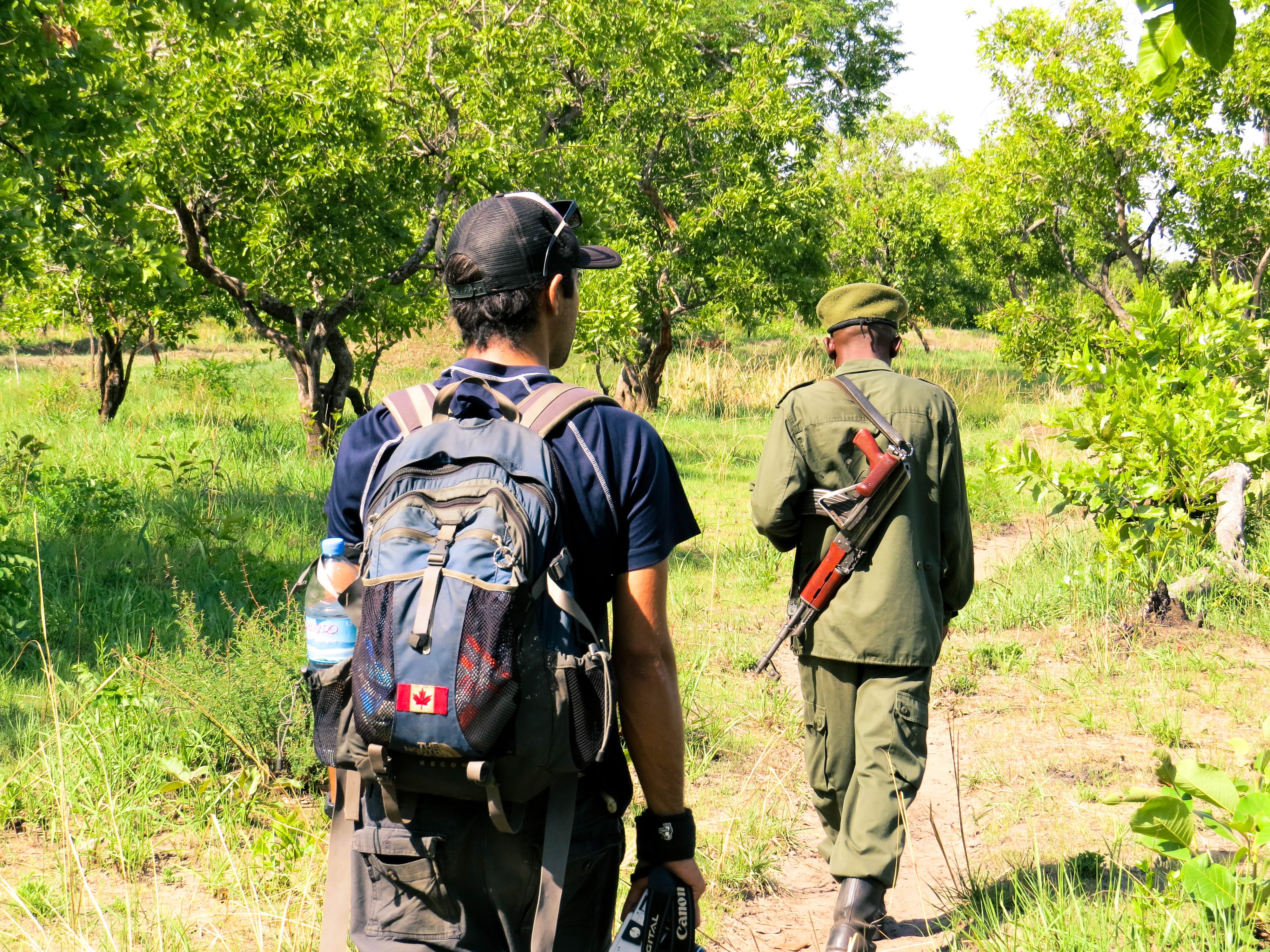
Piesze safari prowadzone przez uzbrojonego strażnika
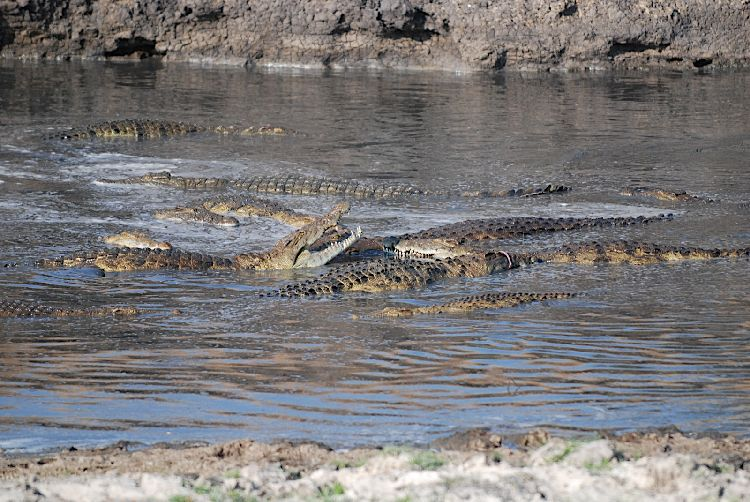
Krokodyle nilowe w Parku Narodowym Katavi
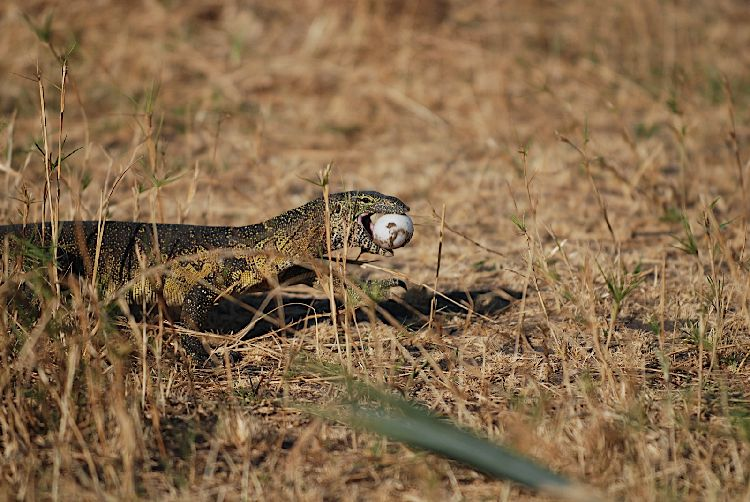
Jaszczurka jedząca jajo krokodyla w Parku Narodowym Katavi
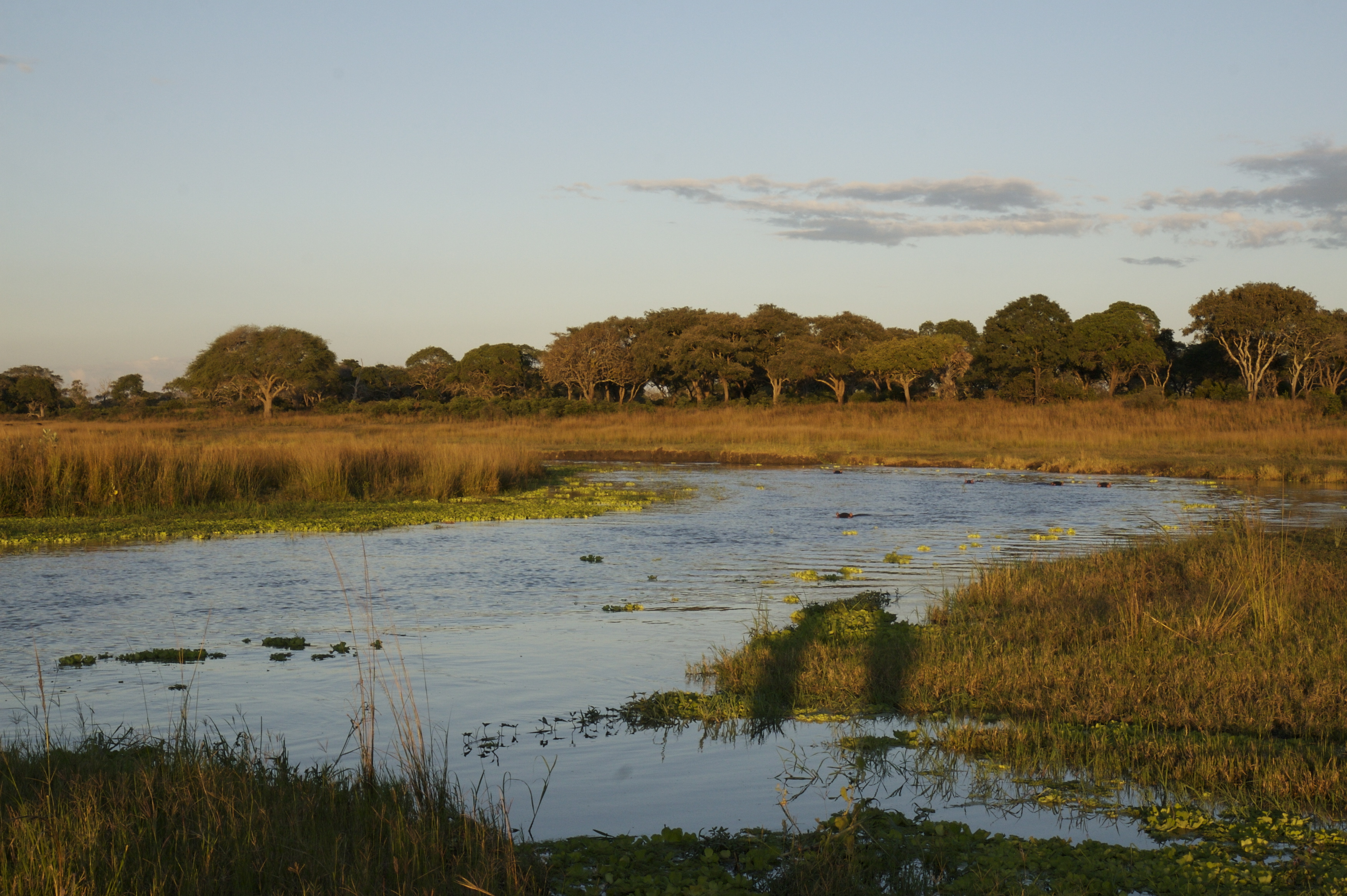
Bagna w Parku Narodowym Katavi
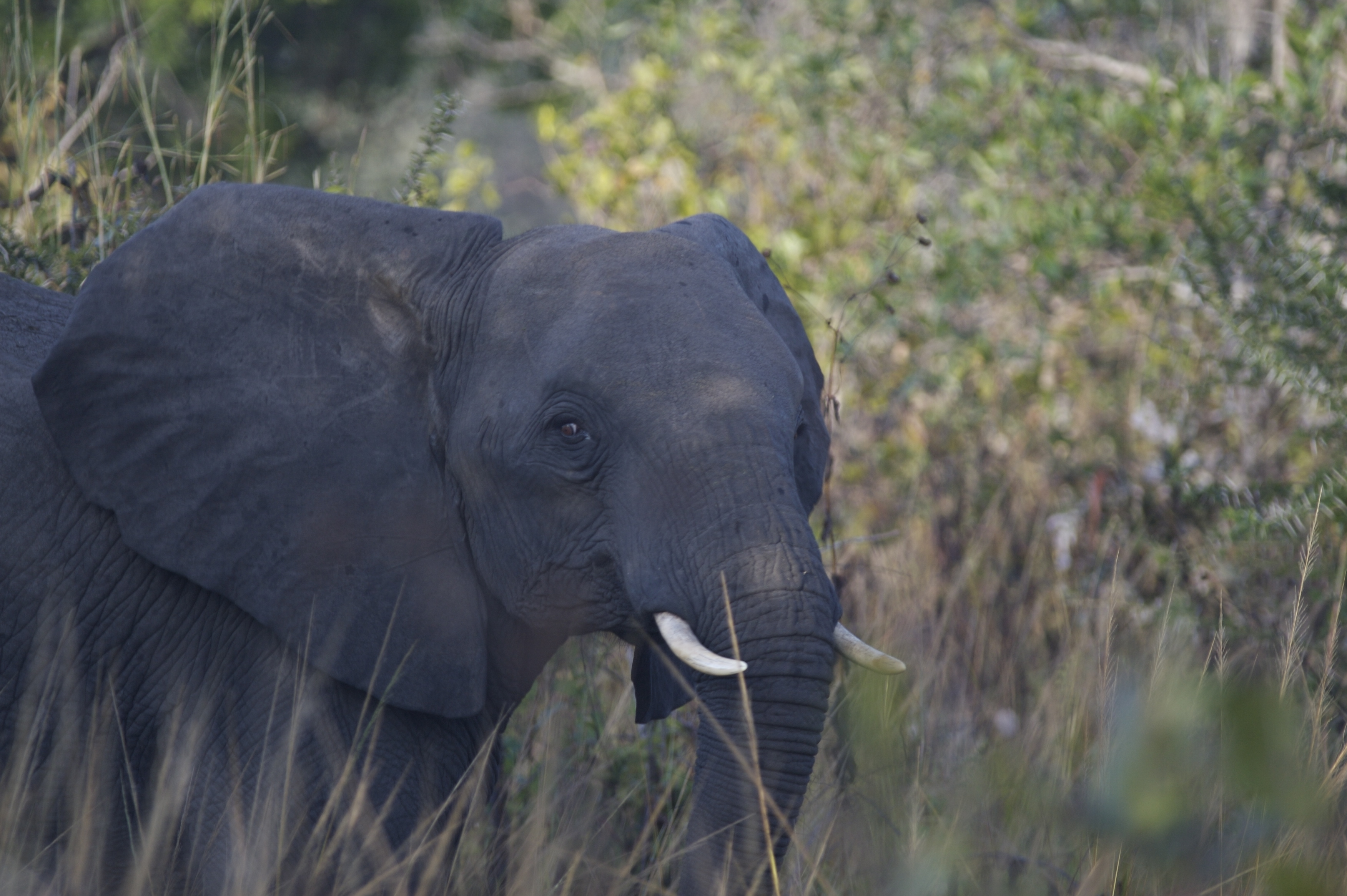
Słoń w Parku Narodowym Katavi
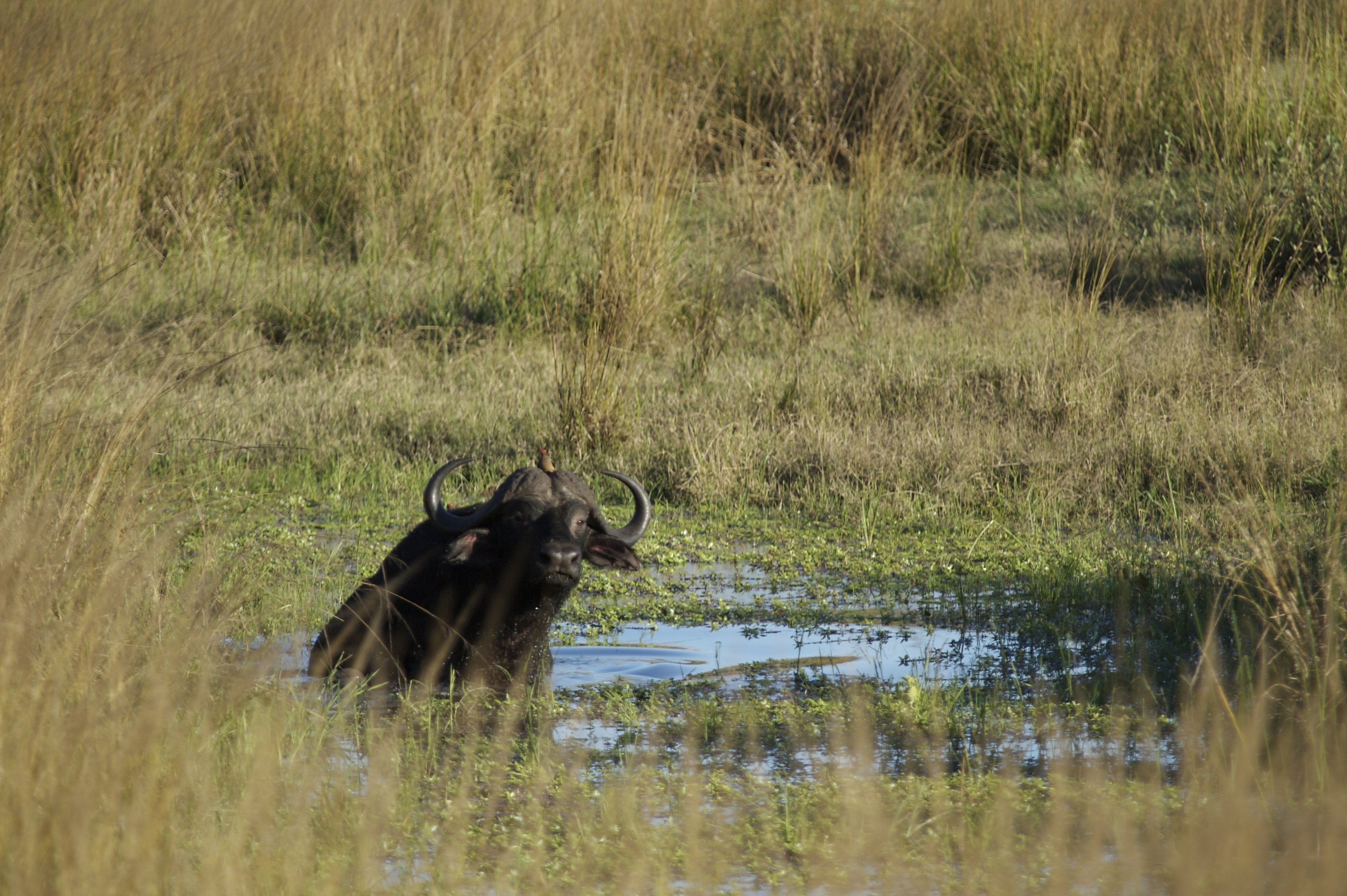
Bawół afrykański w Parku Narodowym Katavi
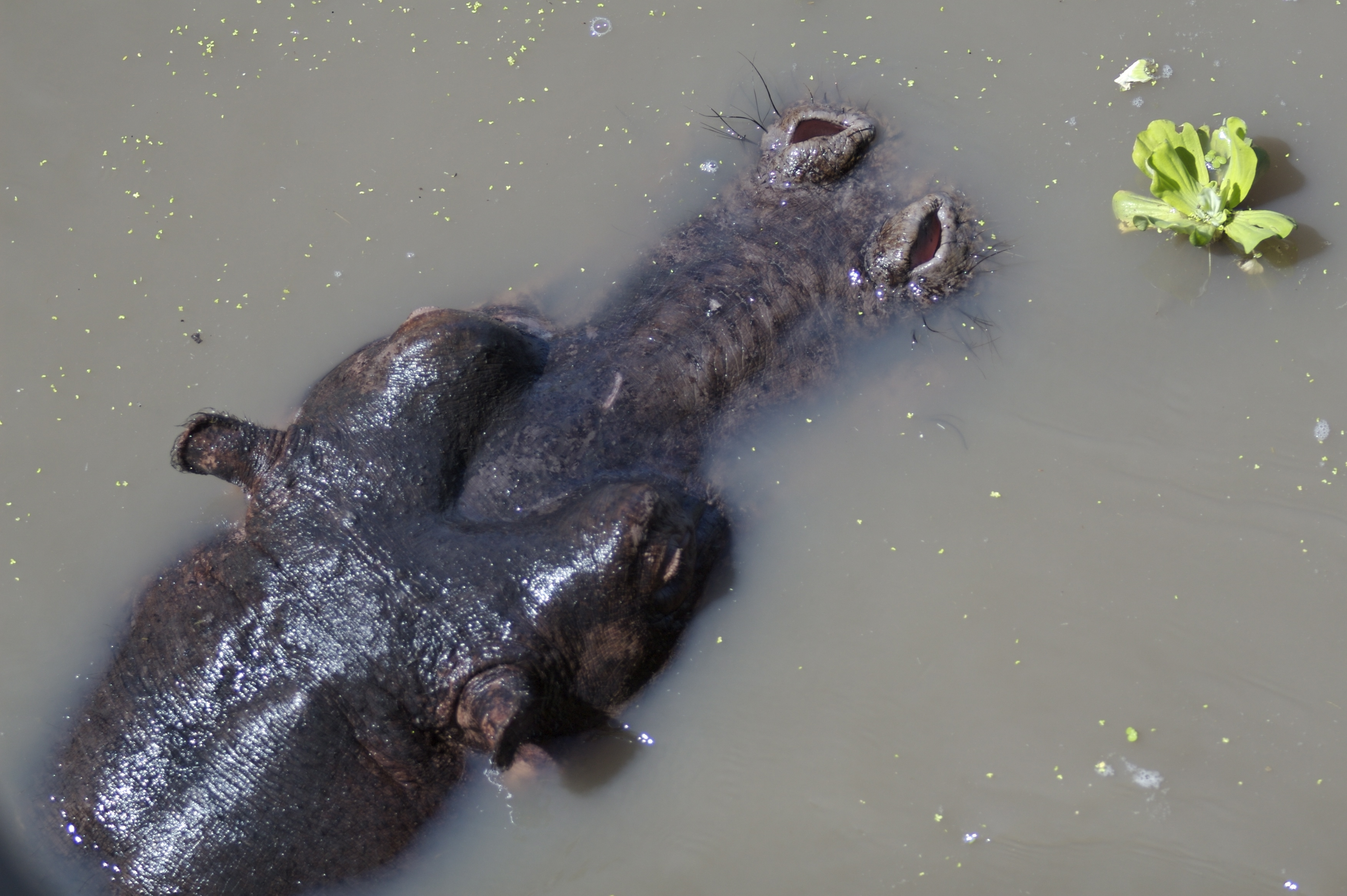
Hipopotam w Parku Narodowym Katavi
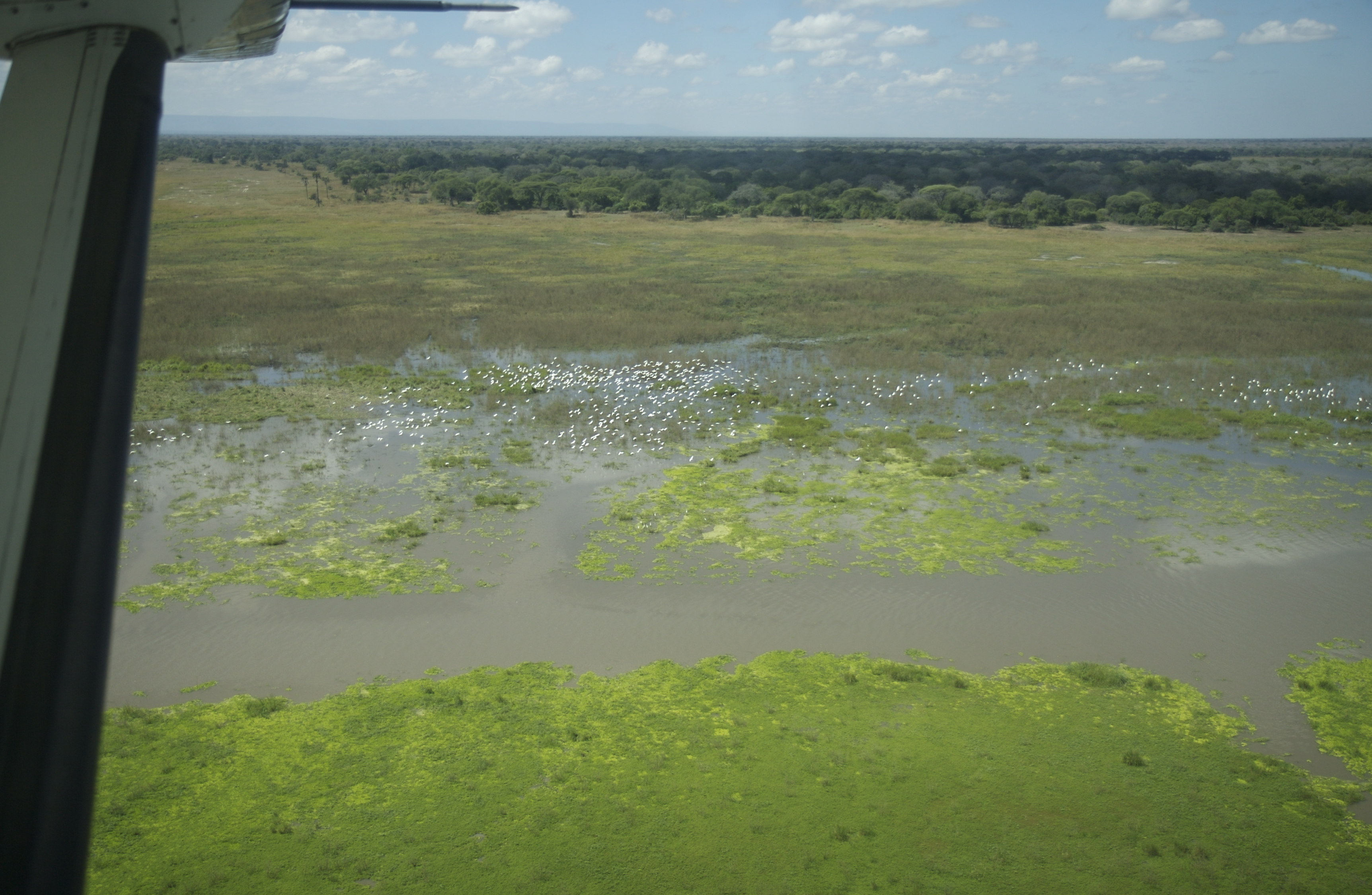
Park Narodowy Katavi
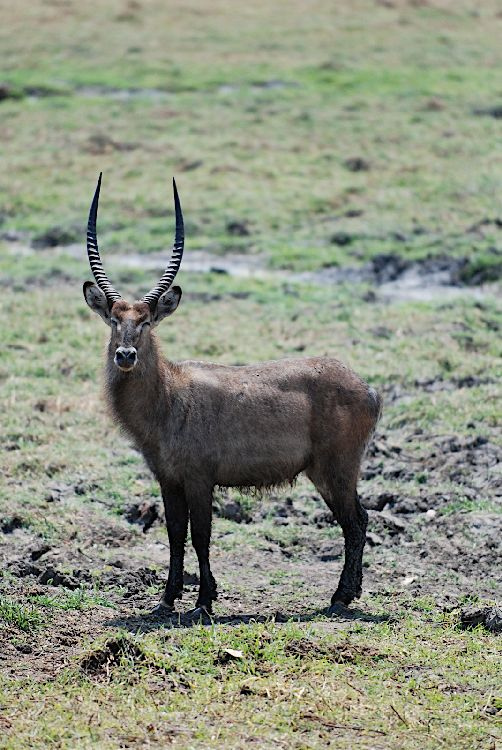
Kob śniady w Parku Narodu Katavi
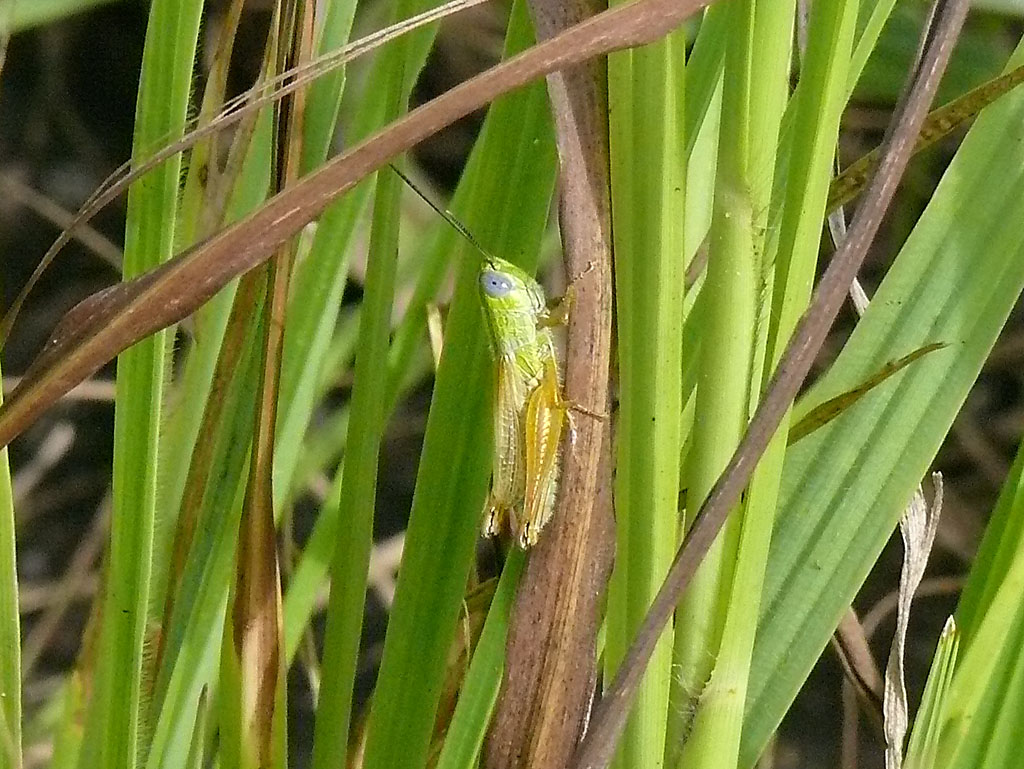
Owad w Parku Narodowym Katavi